# Daiki Miya
Daiki Miya (宮 大樹, Miya Daiki), né le 1er avril 1996, est un footballeur japonais.

## Biographie
Miya commence sa carrière en 2018 avec le club du Vissel Kobe, club de J1 League. Il dispute un total de 16 matchs avec le club. En 2019, il est transféré au Mito HollyHock, club de J2 League. En 2020, il est transféré au Sagan Tosu, club de J1 League. Il dispute un total de 14 matchs en J1 League avec le club. En 2021, il est transféré au Avispa Fukuoka.